# Colville Lake

Colville Lake (K'áhbamį́túé que significa "ptarmigan net place") é uma vila localizada na Região de Sahtu nos Territórios do Noroeste, Canadá. A comunidade se localiza no lago de mesmo nome, e a nordeste de Normans Wells.
A sua população é de 126 habitantes, sendo a maioria de origem Sahtu. Em 2009, a população alcançou 147 habitantes.